# Marianna Biernacka
Marianna Biernacka (Lipsk, 1888 – Naumovichi, 13 luglio 1943) fu una martire polacca.

## Biografia
Nacque nel 1888 in Polonia da una famiglia di cristiani ortodossi, poi convertitasi al rito latino. Nel 1943, durante la seconda guerra mondiale, durante una rappresaglia furono arrestati suo figlio Stanislao e sua moglie, Marianna si offrì di prendere il posto della nuora incinta (la coppia aveva già una figlia), e i soldati tedeschi acconsentirono allo scambio. Marianna fu uccisa il 13 luglio 1943 a Navumavičy vicino a Hrodna, nell'attuale Bielorussia.

## Beatificazione
Il 13 giugno 1999, Marianna è stata dichiarata martire e proclamata beata insieme ad altre 107 persone, da papa Giovanni Paolo II a Varsavia, in Polonia.